# Miriwoong

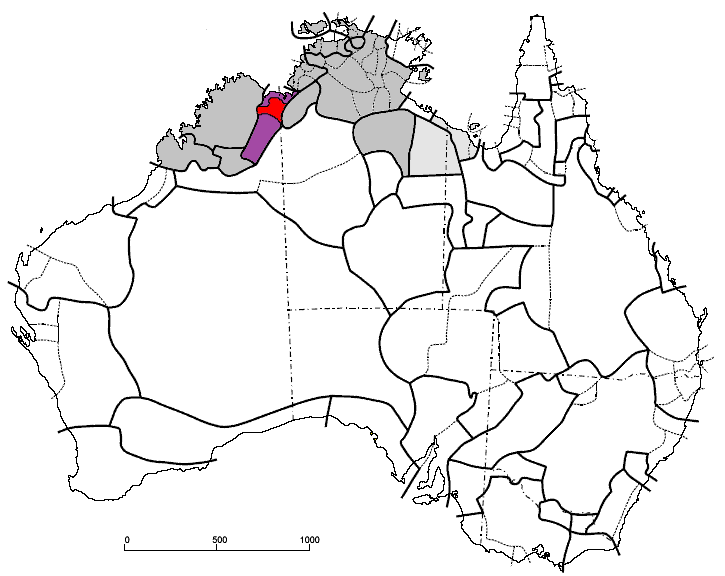
Miriwoong

Le miriwoong est une langue aborigène d'Australie. Elle ne compte plus que 20 locuteurs, dont la plupart vivent près de Kununurra dans l'état d'Australie Occidentale.
En 2016, 153 personnes déclarent parler le miriwoong à la maison.